# 4-ピリドン
4-ピリドン(4-Pyridone)は、化学式C5H4NH(O)の有機化合物である。無色の固体である。この化合物は、互変異性である4-ヒドロキシピリジンとの平衡状態で存在する。

## 生成
4-ピリドン及びその誘導体は、プロトン性溶媒中で4-ピロンとアミンから生成する。

フルリドンは、4-ピリドン骨格を含む、水生植物の除草剤である。